# Åtnetjejaureh
Åtnetjejaureh är varandra näraliggande sjöar i Vilhelmina kommun i Lappland som ingår i Ångermanälvens huvudavrinningsområde. Åtnetjejaureh ligger i Vardo- Laster- och Fjällfjällen Natura 2000-område och skyddas av fågeldirektivet.
- Åtnetjejaureh (Vilhelmina socken, Lappland, 724608-144406), sjö i Vilhelmina kommun, 65°18′45″N 14°36′18″Ö / 65.3124°N 14.605°Ö
- Åtnetjejaureh (Vilhelmina socken, Lappland, 724619-144375), sjö i Vilhelmina kommun, 65°18′51″N 14°35′39″Ö / 65.3143°N 14.5942°Ö (6,05 ha)